# Colon ascendente
Nell'anatomia il colon ascendente è una parte del colon.

## Anatomia
Il colon ascendente, prosecuzione superiore del cieco, è lungo 15-20 cm, con calibro inferiore e minore distensibilità rispetto ad esso. Si porta sino alla porzione inferiore del lobo destro del fegato, su cui lascia un'impronta poco profonda (impronta colica), poi piega bruscamente a sinistra, formando la flessura epatica e proseguendo nella porzione trasversale del colon.
È ricoperto dal peritoneo sulla sua parete anteriore e su quelle laterali, dove forma le docce parietocoliche di sinistra e destra; risulta quindi retroperitoneale. È in rapporto anteriormente con la porzione inferiore del lobo destro del fegato e il fondo della cistifellea, con il grande omento e con il peritoneo parietale della parete addominale anteriore, posteriormente con la fascia renale che lo separa dal rene destro, con la fascia iliaca, la fascia dello psoas, il quadrato dei lombi, l'aponeurosi del trasverso dell'addome, i nervi ileoinguinale, ileoipogastrico e cutaneo femorale laterale.
È vascolarizzato da arteria colica destra e dall'arteria ileo-colica. La vena che diparte è la colica di destra che sfocia nella mesenterica superiore. L'innervazione avviene grazie al plesso mesenterico superiore.|

## Patologia
Fra le patologie a carico del Colon ascendente si segnalano le masse tumorali. Può essere sede di infiammazioni e della malattia di Crohn.